# آندریا ماستینو
آندریا ماستینو (انگلیسی: Andrea Mastino؛ زادهٔ ۲ سپتامبر ۱۹۹۹) بازیکن فوتبال است.
از باشگاه‌هایی که در آن بازی کرده‌است می‌توان به باشگاه فوتبال کالیاری اشاره کرد.
وی همچنین در تیم ملی فوتبال زیر ۱۵ سال ایتالیا بازی کرده‌است.